# 神奈川県道207号森戸海岸線
神奈川県道207号森戸海岸線（かながわけんどう207ごう もりとかいがんせん）は、神奈川県三浦郡葉山町と神奈川県逗子市を結ぶ一般県道である。主として葉山町の相模湾沿いを走り、同町内では山間部を走っている国道134号のバイパス道路として機能する。起点と終点で国道134号に接続するほか、途中から国道134号と連絡する別線が分岐している。

## データ
- 総延長：4.3km
- 起点：三浦郡葉山町一色 葉山御用邸前交差点（国道134号接続）
- 終点：逗子市桜山 渚橋交差点（国道134号・神奈川県道24号横須賀逗子線接続）
- 別線起点：三浦郡葉山町堀内 葉山元町交差点
- 別線終点：三浦郡葉山町堀内 信号無交差点（国道134号接続）
- Google マップ（本線）
- Google マップ（別線）

## 通過する自治体
- 三浦郡葉山町
- 逗子市

## 交差する道路
- 国道134号
- 神奈川県道24号横須賀逗子線

## 周辺
- 葉山御用邸
- 葉山警察署
- 一色海水浴場
- 葉山しおさい公園
- 真名瀬漁港
- 森戸海水浴場
- 葉山マリーナ
- 葉山港